# Скотобалка
Скотобалка — річка в Полтавській області, ліва притока річки Орчика (басейн Дніпра).
Довжина — 17 км, площа басейну — 71,3 км².
Річка тече територією Карлівського району.